# Preston (Texas)
Pour les articles homonymes, voir Preston.
Preston est une census-designated place située dans le comté de Grayson, dans l’État du Texas, aux États-Unis. Sa population s’élevait à 2 096 habitants lors du recensement de 2010.

## Source
- (en) Cet article est partiellement ou en totalité issu de l’article de Wikipédia en anglais intitulé « Preston, Texas » (voir la liste des auteurs).

1. ↑  https://factfinder.census.gov/faces/tableservices/jsf/pages/productview.xhtml?src=bkmk